# Monacha
Monacha és un gènere de gastròpodes eupulmonats terrestre de la família Hygromiidae. Es troben a l'Europa occidental, Europa central, la conca Mediterrània, Àsia Menor, Geòrgia, Rússia, Aràbia, Azerbaijan (una espècie). No es troben a Armènia.

## Taxonomia
Segons Hausdorf inclouen:
subgènere Monacha
- Monacha cartusiana (Müller, 1774) - espècie tipus
- Monacha oecali Hausdorf & Páll-Gergely, 2009[5]
- Monacha albocincta (P. HESSE, 1912)
- Monacha carascaloides (BOURGUIGNAT, 1855)
- Monacha carinata HAUSDORF, 2000
- Monacha claustralis (MENKE, 1828)
- Monacha comata HAUSDORF, 2000
- Monacha compingtae (PALLARY, 1929)
- Monacha crenophila (L. PFEIFFER, 1857)
- Monacha ? eliae (NÄGELE, 1906)
- Monacha heteromorpha HAUSDORF, 2000
- Monacha ignorata (O. BOETTGER, 1905)
- Monacha liebegottae HAUSDORF, 2000
- Monacha melitensis (P. HESSE, 1915)
- Monacha menkhorsti HAUSDORF, 2000
- Monacha merssinae (MOUSSON, 1874)
- Monacha nordsiecki HAUSDORF, 2000
- Monacha obstructa (L. PFEIFFER, 1842)
- Monacha ocellata (ROTH, 1839)
- Monacha ovularis (BOURGUIGNAT, 1855)
- Monacha pamphylica HAUSDORF, 2000
- Monacha riedeli HAUSDORF, 2000
- Monacha saninensis (PALLARY, 1939)
- Monacha solidior (MOUSSON, 1863)
- Monacha spiroxia spiroxia (BOURGUIGNAT, 1868)
- Monacha spiroxia atik SCHÜTT, 2001
- Monacha subaii HAUSDORF, 2000
- Monacha syriaca (EHRENBERG, 1831)
- Monacha venusta L. PINTER, 1968

subgènere Paratheba
- Monacha claussi HAUSDORF, 2000[4]
- Monacha kuznetsovi HAUSDORF, 2000[4]
- Monacha roseni (HESSE, 1914)
- Monacha ascania HAUSDORF, 2000
- Monacha badia HAUSDORF, 2000
- Monacha bithynica HAUSDORF, 2000
- Monacha depressior HAUSDORF, 2000
- Monacha elatior HAUSDORF, 2000
- Monacha glareosa HAUSDORF, 2000
- Monacha hemitricha (P. HESSE, 1914)
- Monacha leucozona HAUSDORF, 2000
- Monacha magna HAUSDORF, 2000
- Monacha margarita HAUSDORF, 2000
- Monacha pusilla HAUSDORF, 2000
- Monacha rothii (L. PFEIFFER, 1841)
- Monacha sedissana HAUSDORF, 2000

subgènere Metatheba
- Monacha ciscaucasica HAUSDORF, 2000[4]
- Monacha densecostulata (RETOWSKI, 1886)
- Monacha devrekensis HAUSDORF, 2000
- Monacha galatica HAUSDORF, 2000
- Monacha gemina HAUSDORF, 2000
- Monacha georgievi PÁLL-GERGELY, 2010[6]
- Monacha laxa (HUDEC, 1973)
- Monacha hamsikoeyensis HAUSDORF, 2000
- Monacha perfrequens (HESSE, 1914)
- Monacha pharmacia HAUSDORF, 2000
- Monacha phazimonitica HAUSDORF, 2000
- Monacha hamsikoeyensis (HUDEC, 1973)
- Monacha samsunensis (L. Pfeiffer, 1868)
- Monacha subcarthusiana (Lindholm, 1913)
- Monacha stipulifera HAUSDORF, 2000
- Monacha terebrata HAUSDORF, 2000

subgènere ?
- Monacha cantiana (Montagu, 1803)

Sovint s'inclou dins aquest gènere l'espècie Ashfordiana granulata (Alder, 1830).